# 油絵具

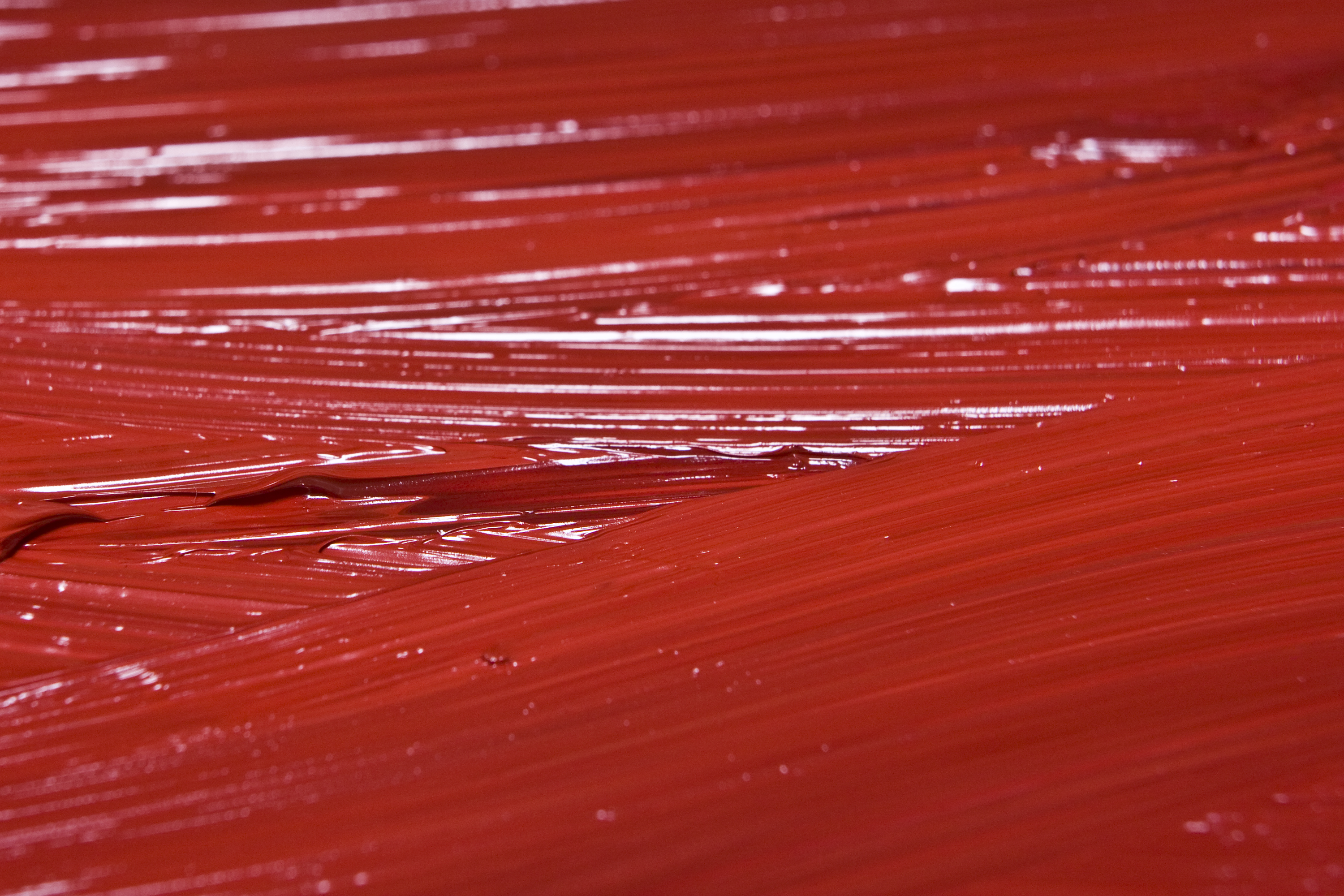
油絵具

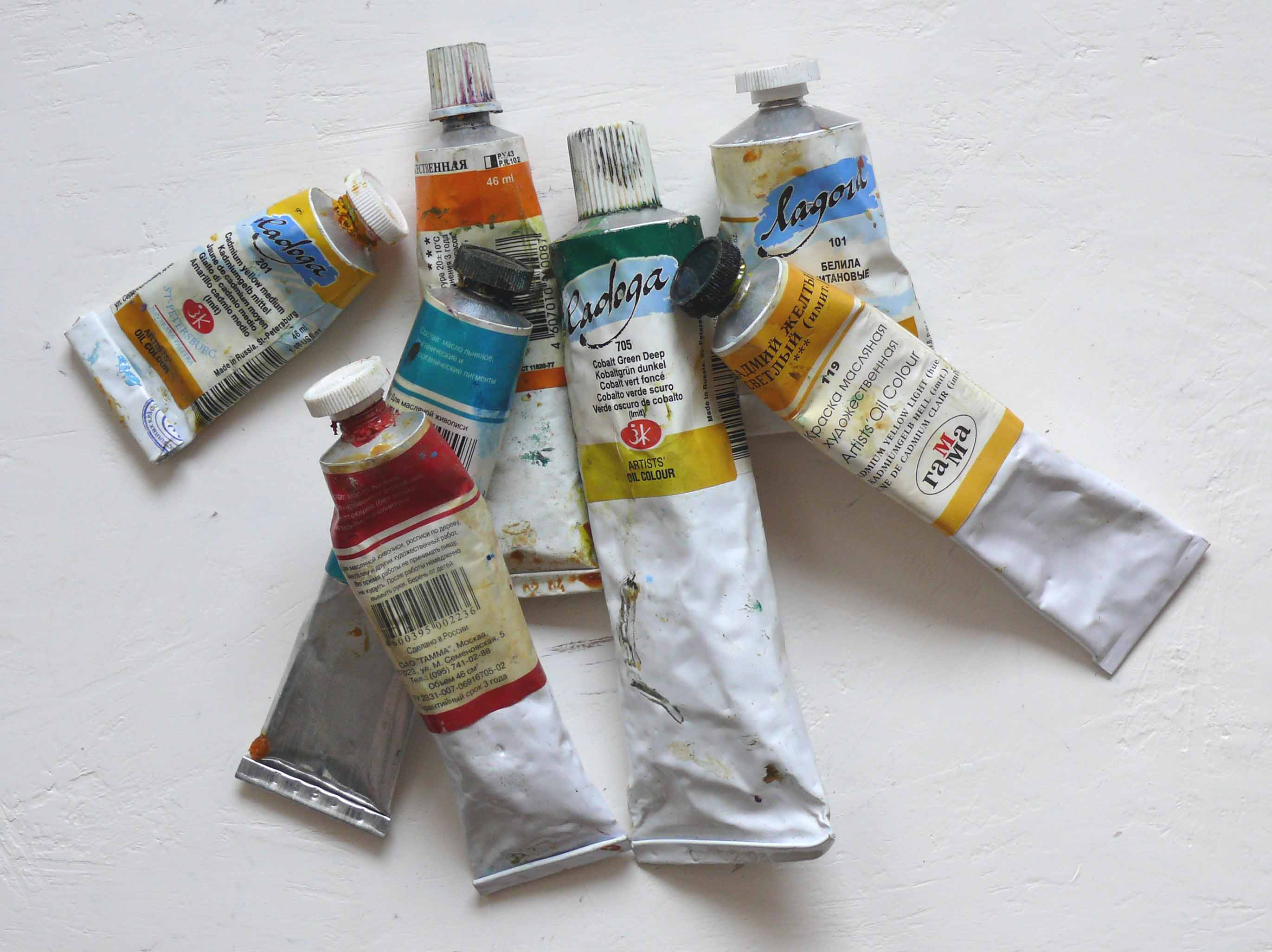
チューブ入り油絵具

油絵具（あぶらえのぐ）は、顔料と乾性油などから作られる絵具で、油彩に用いられる。油絵具は乾性油が酸化することに伴い、分子構造が変化することにより定着する。
顔料を乾性油で練り上げた物は既に油絵具であると言えるが、市販の油絵具にはこの他に様々な物質を混入させている。また近年では、界面活性剤の添加により水による希釈、水性絵具や水性画用液との混合が可能な、可水溶性油絵具も存在する。

## 組成
油絵具は、顕色成分としての顔料と、乾性油を主成分とするバインダー（媒材、ビークル）から成る。理想を言えば媒材は乾性油のみということになるが、現実には顔料や乾性油を調整しなければならず、それぞれの絵具の乾燥速度を調整する目的で乾燥促進剤などの助剤が使われることが多い。この他に、調整の目的で形成助剤や樹脂などの助剤が添加される。ただしこれは使用者の利便に対する配慮でもある。特に日本国メーカーの製品は顔料や乾性油などを調整し初心者に対して配慮する傾向が強い。

### 顔料
顔料とは、不溶性の色素である。鉱物、石油などから製造される。分光反射率/色合い、屈折率および粒子径/塗膜厚と透明性の相関、分散性、各種耐性、価格などの評価基準がある。またアメリカ合衆国内では、ASTMの表示が義務付けられている。
| 粒子径 | 吸油量 | 黄変性 | 透明性 | 光沢 |
| ------ | ------ | ------ | ------ | ---- |
| 大     | 小     | 小     | 小     | 小   |
| 小     | 大     | 大     | 大     | 大   |

#### 顔料を構成する元素

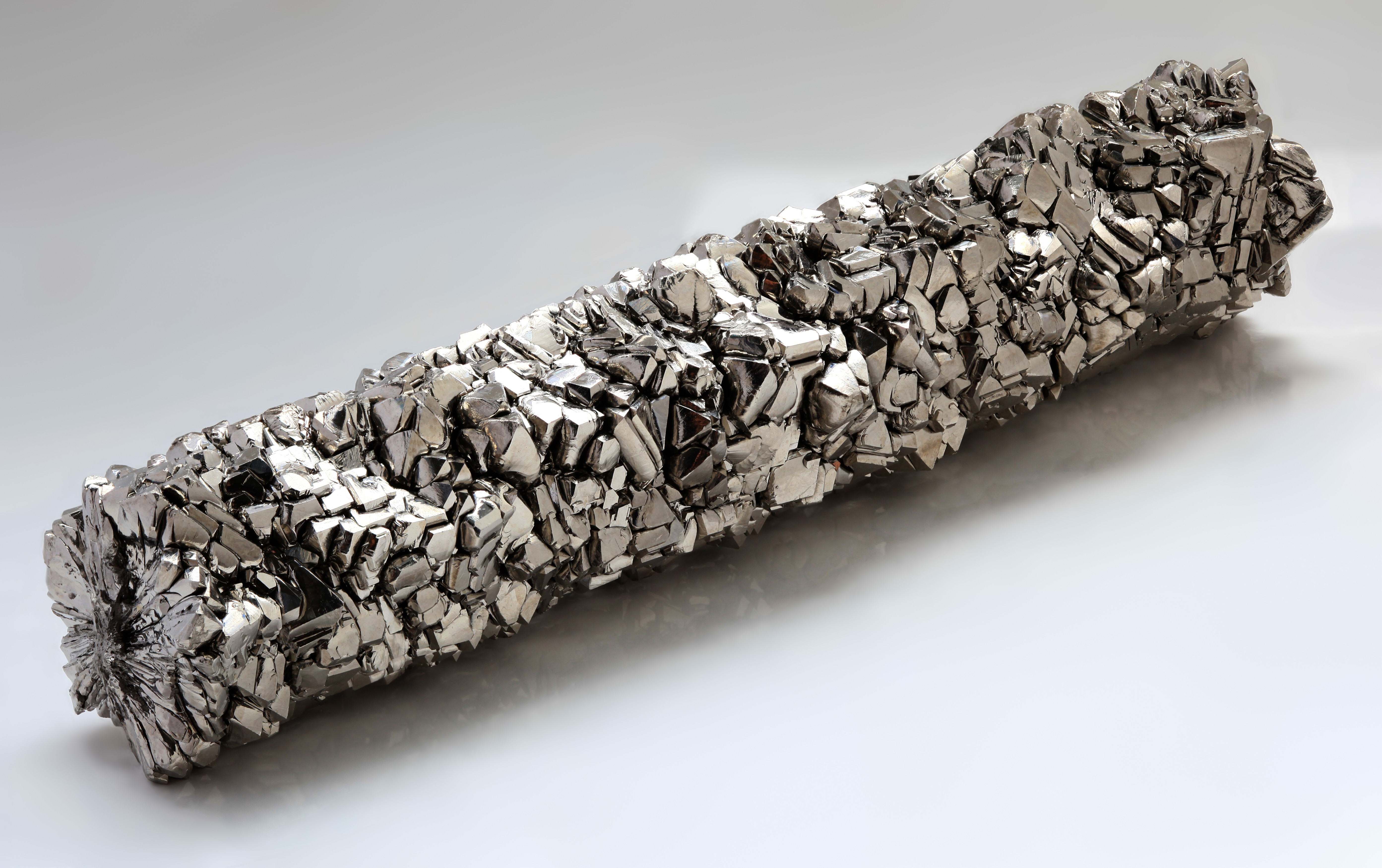
チタンの単体。

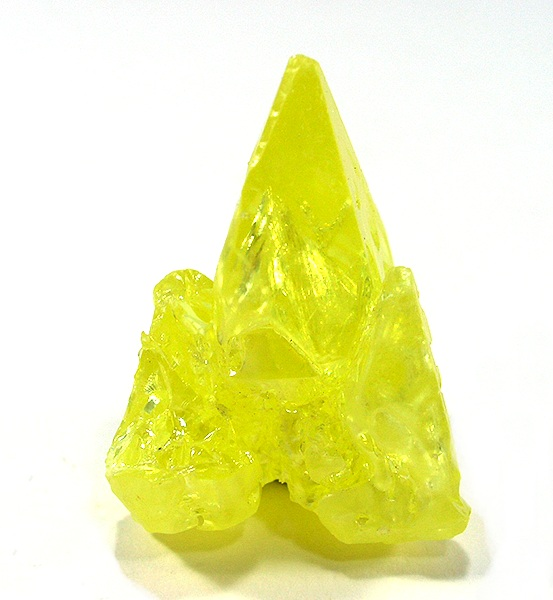
硫黄の単体の形態の1つ。

顔料を構成する元素は様々である。組成に着眼して分類する場合、有機顔料と無機顔料に分類する場合がある。有機顔料は分子構造中に炭素を含む化合物で、無機顔料は分子構造中に炭素を含まない化合物である。ただし、炭素を含む化合物の内、炭酸塩とシアン化物は例外であり、有機化合物には含まない。鉛白、炭酸カルシウム、紺青などは無機顔料である。
有機顔料には非金属元素のみからなる物もあれば、金属元素を含む物もある。有機顔料を構成する元素は有機化合物一般と同様、水素、炭素、窒素、酸素が主である。これ以外に、ハロゲンつまり、フッ素、塩素、臭素、ヨウ素を分子構造中に含む有機顔料もある。硫黄を含む有機顔料もある。これらは全て非金属元素である。金属錯体顔料はこれら元素以外に、アルミニウム、ニッケル、銅などの金属元素を分子構造中に含む。
無機顔料は金属元素と非金属元素からなる。ナトリウム、マグネシウム、アルミニウム、カリウム、チタン、バナジウム、クロム、マンガン、鉄、コバルト、ニッケル、銅、亜鉛、モリブデン、カドミウム、バリウム、水銀、鉛、ビスマスなどの金属元素と、酸素や硫黄、窒素、水素などの非金属元素からなる。
|            | 密度 | 隠蔽力 | 耐光性 | 放射 | 着色力 | 鮮鋭性 |
| ---------- | ---- | ------ | ------ | ---- | ------ | ------ |
| 無機化合物 | 大   | 大     | 大     | 小   | 小     | 小     |
| 有機化合物 | 小   | 小     | 小     | 大   | 大     | 大     |

#### 色彩と組成に着眼した分類
以下、便宜的に白色顔料および黒色顔料と有色顔料に分けて説明する。

##### 白色顔料および黒色顔料
分光反射率が一様で特定の範囲が際立っていないために、色相が鮮明でない、明度に特徴が現れる顔料は、大きく5種類に分類できる。(1) 著しく高い反射率を示し、屈折率が高い白色顔料、(2) 高い反射率を示し、屈折率が高くない体質顔料、(3) 低い反射率を示し、屈折率が高く粒子径が大きい黒色酸化物顔料、(4) 著しく低い反射率を示し、屈折率が低く粒子径が小さい黒色炭素顔料、(5) 低い反射率を示し、屈折率が低く粒子径が小さい、炭素を含む複数の元素で構成される黒色有機顔料の5種類である。(1)から (3) は、中空顔料を除くと、全て無機化合物である。

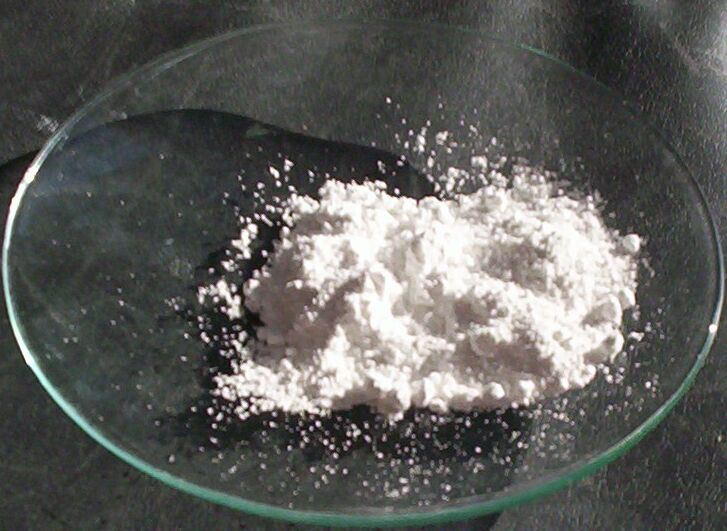
チタン白

(1) 白色顔料

現在専ら使用されるのはチタン白・Pigment White 6である。極めて生産量の多い顔料であり、白色顔料の中で最も高い白色度と屈折率を示す。物性的に安定で油絵具のバインダーとも問題を起こし難い。
この他の候補として亜鉛華・Pigment White 4、鉛白・Pigment White 1がある。しかし、Pigment White 4は油絵具として使用した場合、乾性油と反応し亜鉛石鹸を生じることから亀裂や剥離、剥落を誘発する。そして、Pigment White 1は油絵具として使用した場合、乾性油と反応し鉛石鹸を生じることから、塗膜の老化を促進し、塗膜の透明化と強い黄変および変色という現象を誘発する。
(2) 体質顔料
炭酸カルシウムやアルミナホワイトが使用される。前者は屈折率が高いから透明性が低く、後者は屈折率が低いから透明性が高い。
(3) 黒色酸化物顔料
代表的な物として近年日本の絵具メーカーでも製品化が進んでいる複合酸化物顔料である、銅クロムブラック・Pigment Black 28が挙げられる。これ以外に絵具メーカーが製品化している物としては、鉄の酸化物顔料である、Pigment Black 11がある。Pigment Black 11は、チント時に褐色がかり鉄化合物に特徴的な色合いを帯びるので、注意を要する。厚みが少ないとき透明感が強くなってしまう炭素顔料と異なり、不透明性が高いので性質は異なる。
(4) 黒色炭素顔料
黒色の炭素同素体である不定形炭素が主である 。実際には炭素の単体ではなく、周辺部に酸素と水素が化合しており、これ以外に硫黄、灰分（鉄、アルミニウム、硅素など）を含む。カーボンブラック・Pigment Black 7が最も黒色度が高く、印刷やタイヤなどに良く使用される。
習作用油絵具などのセットにはボーンブラック・Pigment Black 9が良く採用されているが、木炭よりも大きな吸着性があり、日本などの湿度の高い地域では、成分の約90%を占める燐酸カルシウムが、黴の温床になるので適さない。発色成分の炭素は全体の10%程度しか含まれていない。肉骨粉に由来する問題のある製品であったことから、ようやく生産中止になった。
(5) 黒色有機顔料
緑から紫といった色相の黒色有機顔料がある。アニリンブラック・Pigment Black 1、ペリレンブラック・Pigment Black 31などがある。アニリンブラックは、アクリジンの中央の6員環の水素と結合している炭素原子を窒素原子で置換したものと説明可能な構造が特徴的な、高い黒色度の顔料である。ペリレンブラックは、ペリレン顔料であり、高い耐久性を有する。

##### 有色顔料

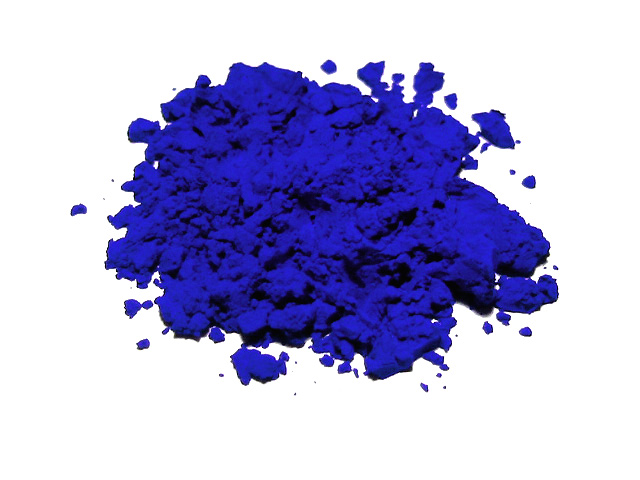
合成ウルトラマリン

有色顔料と呼ばれ、主として色彩の顕在化に使用される、分光反射率が一様でなく特定の範囲が際立っているために色相が判明な顔料は、プロセスカラーやカラーフィルターに使用されるような顔料と同様である。例えば、Pigment Blue 15:3やPigment Blue 15:4、Pigment Red 122はそれぞれ、プロセスカラーのシアン、マゼンタとなる顔料であり、Pigment Orange 71、Pigment Green 36、Pigment Violet 23はそれぞれ、カラーフィルターのレッド、グリーン、ブルーに配合されるような顔料である。
様々な顔料が使用される。それぞれの顔料については後述する。

### 乾性油

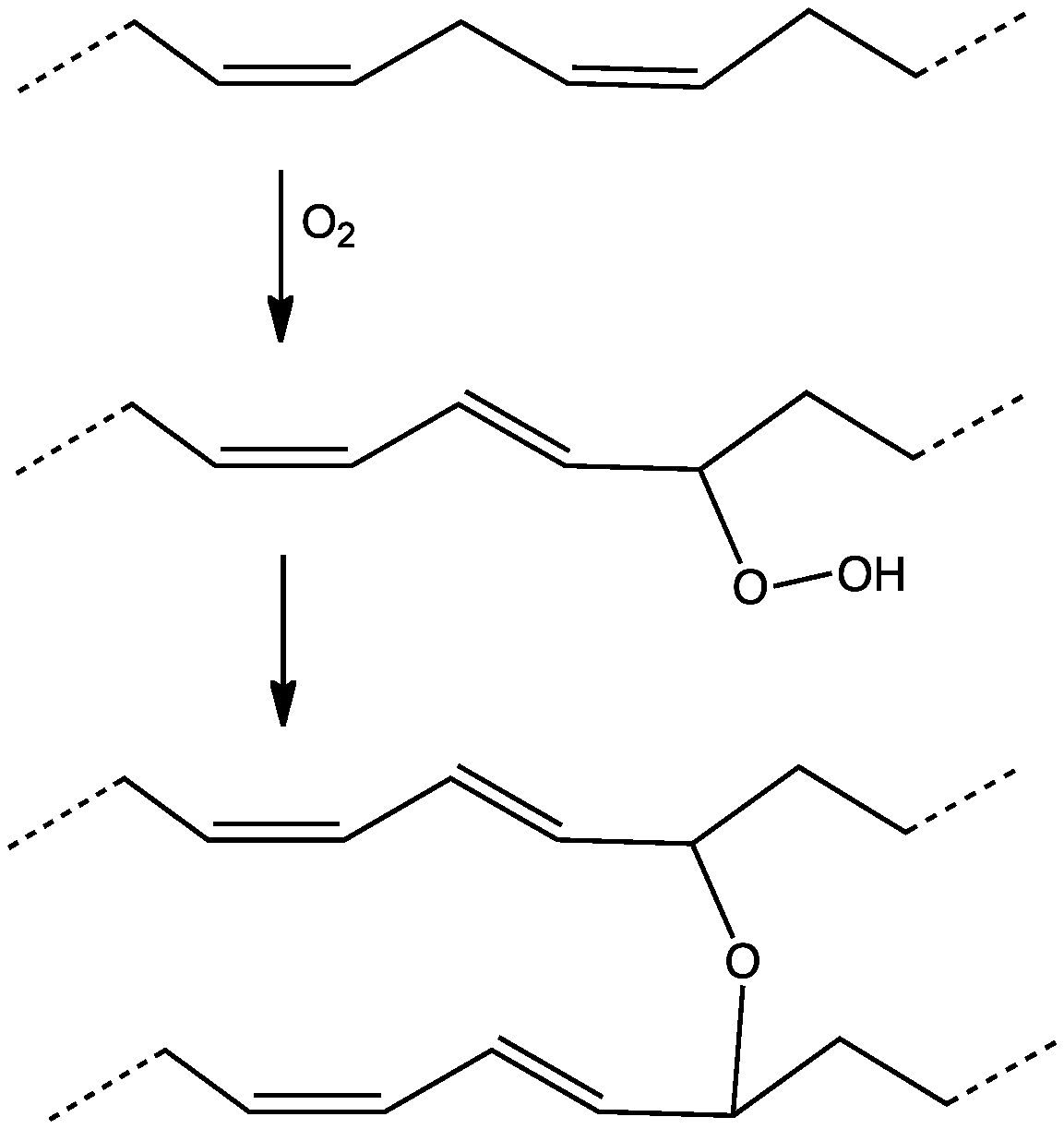
乾性油の重合反応の概念的モデル。

乾性油は、元々は常温常圧で流動性を持つ液体の油脂ながら、空気中の酸素と化学反応を起こして、次第に重合して不可逆的に固化する。油彩には、リンシードオイル（フラックスシードオイル、アマニ油、亜麻仁油）、ポピーオイル（ケシ油、罌粟油、芥子油）、サフラワーオイル（紅花油）などを用いる。リンシードオイルは色は淡くないが乾燥が早く堅牢な塗膜を形成する。ポピーオイルは色が淡く穏やかに乾燥するが、塗膜はリンシードオイルのそれよりも脆い。サフラワーオイルは主として、高価なポピーオイルの代用を果たさせ価格を抑えたい場合に採用される。古来から様々な加工法が研究された。加工油にはスタンドオイル（加熱重合乾性油）、サンシックンドオイル、ブラックオイルなどがある。

### 樹脂

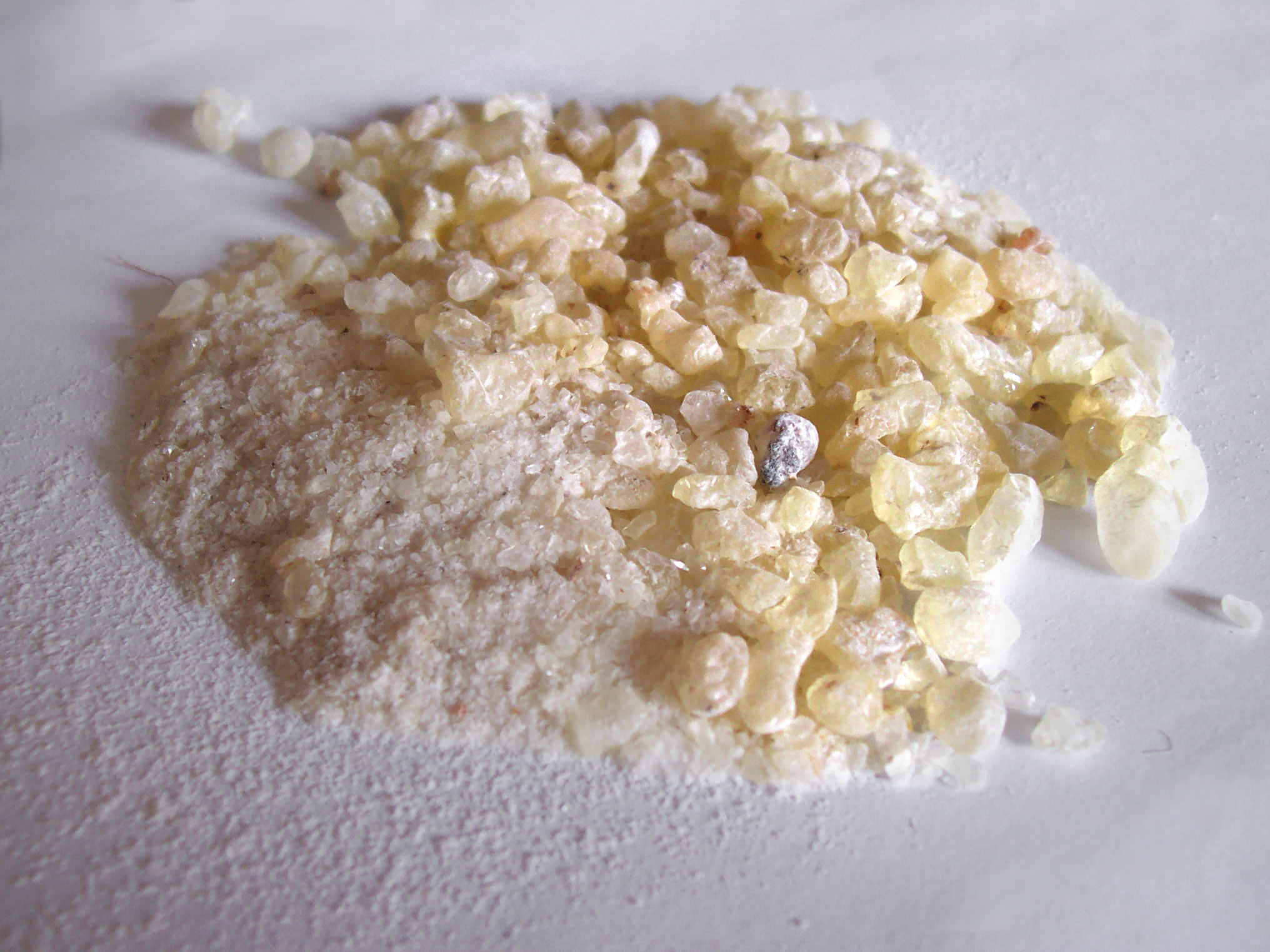
ダンマル樹脂

ここでは、便宜的に油彩に使用される樹脂を挙げる。合成樹脂としては、溶剤型アクリル樹脂、石油樹脂、ケトン樹脂、シクロヘキサノン樹脂、アルキド樹脂、アルデヒド樹脂などが用いられる。天然樹脂としては、ダンマル樹脂（英: Dammar gum）、マスチック樹脂（乳香、英: Mastic）、コーパル樹脂（英: Copal）などが用いられる。
色調が淡く、経時変化が乏しい堅牢な塗膜を形成する合成樹脂が開発されて以来、単に樹脂と言って、天然樹脂ではなく合成樹脂を指すようになって来ている。他方で、色が濃く変色し易く高価な天然樹脂は、その屈折率の高さや自然な風合いから、使用される場合がある。

### 溶剤

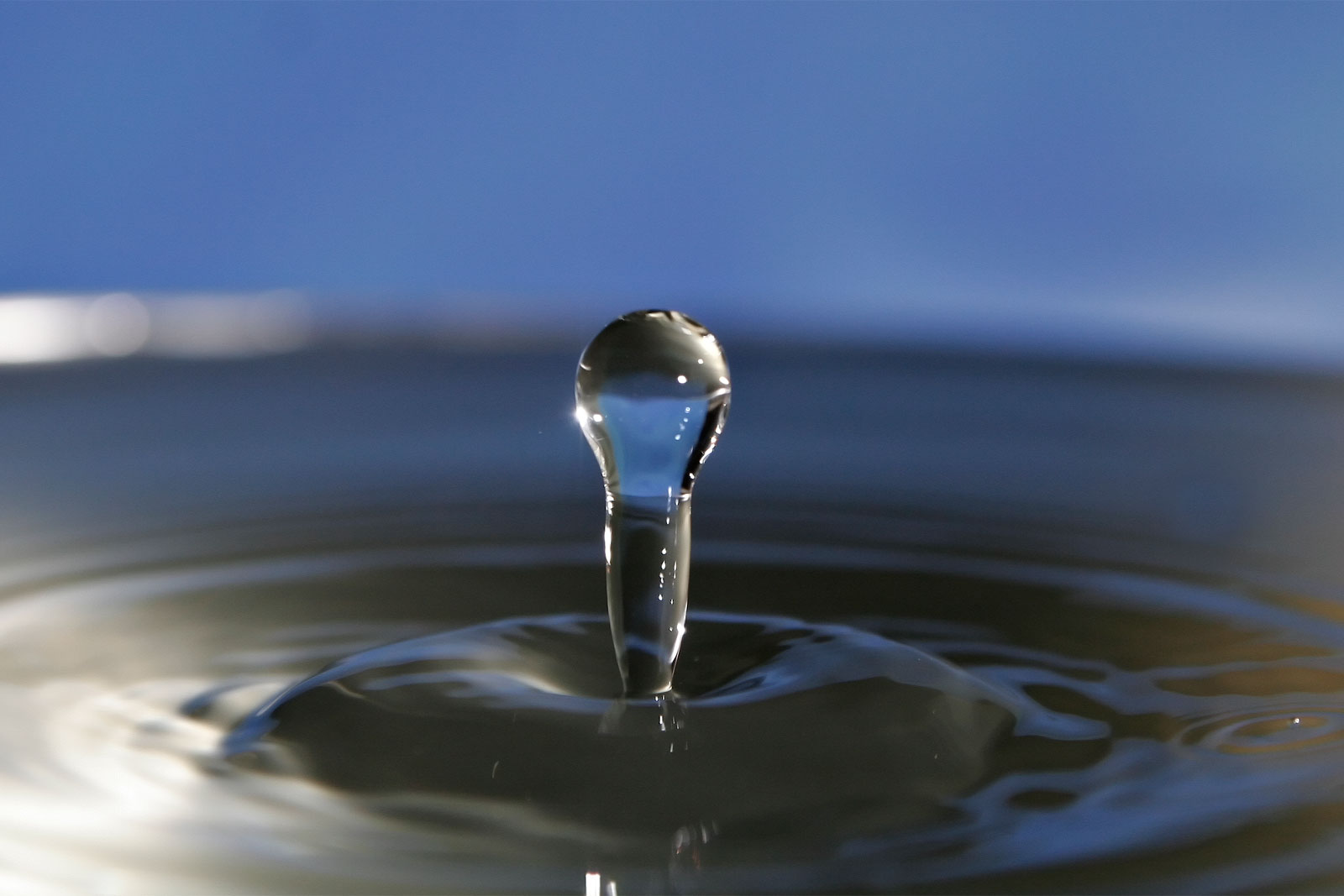
最も身近で代表的な溶剤、水。

溶剤（ペンチングオイル）とは、物質を溶解させて均一な溶液を構成する液体の総称である。粘度、濃度の調整にも用いる。ペトロール（ホワイトスピリット。工業ガソリンの4号、ミネラルスピリット。揮発油）やターペンタインなどの溶剤をソルベント、揮発性油などと呼ぶ。
ペトロールは低価格の天然樹脂であるダンマル樹脂の溶解に適さないとされたこともあり、ターペンタインがよく使用されたが、ターペンタインは貯蔵安定性を欠くきらいがあり、近年では絵具メーカーもダンマル樹脂を含むバニッシュなどの製品にもペトロールを使用する傾向がある。ペトロールは価格においてもターペンタインに勝り、乾燥も相対的に穏やかで、溶解力もターペンタイン程に強力でない。シュミンケの『ムッシーニ天然樹脂油絵具』のようにバニッシュが添加された油絵具は溶剤を含む。

## 性質
油絵具は空気中の酸素と結合し乾性油が重合することによって固化する。油絵具における酸化による硬化を「乾燥」と言う。乾燥時間が数日程度と長い為、絵具の微妙な混合（混色）やぼかし、拭き取りなどが容易であり、明朗な光沢のある濡れ色をした画面の作成に向く。

### 透明性/不透明性
油絵具において、透明性とは油絵具の透明さの度合いを表現する用語であり、不透明性とは油絵具の不透明さの度合いを表現する用語である。したがって「透明性が高い」と「不透明性が低い」、「不透明性が高い」と「透明性が低い」は、それぞれほぼ同義だが、同一ではない。透明性と不透明性は文脈により使い分ける。これはその使用上の効果に関わる。

#### 油絵具の透明性の高さ
油絵具は、乾性油や樹脂の屈折率の高さから総じて透明性の高い発色をする。この透明性は「透明水彩絵具」の透明性と原理が異なる。ただし、油絵具の全色が透明なのではなく、油絵具にも不透明色は存在する。油絵具の不透明色の不透明性は「ガッシュ」、「アクリルガッシュ」などの不透明性とは一線を画し、独特の存在感を呈する。ただし、体質顔料の添加によって透明感が演出されている場合がある。しかしながら、現代的有機顔料は着色力が旧来の品より強く、絵具化しても顔料が高濃度では極めて暗く見える物が多い為、調整は自然な措置である場合もある。また顔料自体を（工業的に）微粒子に仕上げ透明性を高める方法も存在する。

#### 透明性の高い油絵具の顔料
透明性の高い絵具の顔料としては、アリザリンレーキ等のレーキ顔料やアントラキノン系、アゾ系、フタロシアニン系、キナクリドン系などの有機顔料がある。有機顔料による油絵具は基本的に透明性が高い。透明性の高い無機顔料も存在する。コバルト黄・亜硝酸コバルトカリ（「オーレオリン」）、水和酸化クロム（「ビリジアン」）、マンガン青（硫酸バリウムに定着させたマンガン酸バリウム）、合成ウルトラマリン（:「フレンチウルトラマリン」）、コバルト紫などがそれである。なお透明色に不透明な白色などを混合すれば不透明性を高めることが可能である。

#### 不透明性の高い油絵具の顔料
不透明性の高い絵具の顔料としては、「バーミリオン（辰砂、朱）」、カドミウム赤・カドミウム橙・カドミウム黄（：硫化セレン化カドミウム、硫化カドミウム、硫化カドミウム－硫化亜鉛、他）、酸化クロム緑、「コバルトターコイズ」（Co，Li，Ti，Znの酸化物の固熔体，Co，Ni，Ti，Znの酸化物の固熔体など）、錫酸コバルト（「セルリアンブルー」）、酸化鉄（マルスレッド、マルスイエロー、マルスブラック等）、チタン白等がある。ただし、コバルト系顔料は錫酸コバルト等のように若干不透明感を欠くきらいがある。また不透明性の高い有機顔料の不透明性は白色顔料添加による場合もある。

### 物体性
物体性のある塗膜は油絵具の特徴であり、物体性のある塗りと透明性の高い薄層との両立は他の技術では実現できない 。この場合、物体性のある塗りは厚ければ厚い程良いということにはならないし、過剰に厚くすると媒材が滲み出てそのまま固化し塗膜の美観を損なう場合がある。ただ、透明性の高い層は塗厚の変化に伴い色合いが大きく変化し、また塗りを薄くすることで技巧を凝らした跡が目立ち難くなる場合があるため、相対的により強調される場合がある。透明性の高い薄層（グレーズ）は古典的な油彩画において特徴的な技法とも言われるが、現在観察される古画の外観の平面性は、絵画修復の際に用いるストレッチャーを用いて張力を加えたことの影響を受けた結果であり、本来は筆触などのテクスチャーが現在よりも明確に識別できたとするのが妥当である。

### 保色性
油絵具の保色性は、油絵具と技法の関係に従って、差異が表面化する程度が異なる。油彩画の構造において油絵具による層の下層となる層および下地層の吸収性、顔料の透明性、バインダーの保色性、バインダーの量、あるいは、P/Bという顔料（Pigment, ピグメント）と媒材（Binder, バインダー）の比率が重要になってくる。
油絵具の基本となる乾性油やその加工品、これを用いたバインダーは時間経過
によってその性質が変化する傾向が強い。この物性は、自然空間の表現を基礎としたヨーロッパ美術の歴史に通底する特徴を、物質、素材、道具が支えている典型的な例である。

#### 黄変性
市販のチューブ入り油絵具、特に習作用、大作用、普及品等の安価な製品においては、黄変（絵具が乾燥に伴って黄味、赤味が増し、暗くなる現象）の影響が顕著である。白色などの明色の大半は芥子油、暗色など乾性油の黄変の影が弱い色は亜麻仁油を使用し練り上げることが一般的である。ただし、ごく限定的に芥子油を使用するメーカーもあれば、自社最高級品の全色を芥子油などの淡色の乾性油で練り上げるメーカーも存在する。これは各製造元の企業倫理と設計思想の問題であり、一概にどの手法が最良であるとは言えない。
亜麻仁油は、乾燥が速く堅牢な塗膜を作るものの、黄変性が強い。これに対して、芥子油・ポピーオイルは黄変性は小さいものの、乾燥が遅く、塗膜も脆いので100年程度経過しただけで塗膜に問題を起こし絵の美観を損なう例も多い。また芥子油は高価である為、普及品などにおいてはサフラワーオイルが採用される場合も多い。
白色の黄変性を抑制する目的で亜鉛華・ジンクホワイトを添加する措置が存在するものの、亜鉛華は亀裂などの問題を起こす原因であり、望ましくない。添加を製品に明記している製造元として、「コルアート（『ウィンザーアンドニュートン（Winsor & Newton）』）」、「ロイヤルターレンス（『レンブラント』、『ヴァンゴッホ』）」、「シュミンケ（『ムッシーニ』）」等がある。他方で、添加を明言しているメーカーとして松田油絵具株式会社がある。

### 毒性

Directive 67/548/EECが定義する、EUでの一般的な毒のシンボル。2015年までの使用された。

絵具に含まれる顔料、溶剤、乾燥剤、金属塩などの中には、ヒトなどに対して毒性の高い物が存在する。例えば、鉛、六価クロム、カドミウム、水銀、コバルトなどの重金属を含む顔料や乾燥剤は重金属障害の原因となる。これには四大公害病と関係が深い物質も含まれる。芳香族炭化水素、芳香族アミン、ニトロソ化合物、アゾ色素等には発癌性があり、油絵具に使われる有機顔料や有機溶剤には発癌性があることが知られている。

## 絵具の選択
絵具を選択する上で重要な指標になるのは、それぞれの絵具に使用されている顔料であり、専門家用の製品であればそれぞれの製品やパンフレットに使用顔料が明記されている。特に実用的な判別方法としてカラーインデックスに従った名称、特にColour Index Generic Nameが記載されている。ただし、松田油絵具株式会社のようにColour Index Generic Nameを使用してこなかったメーカーもある。だが、松田油絵具株式会社は2011年頃から対応を変更し、パンフレット等にColour Index Generic Nameの記載をするようになった。
Colour Index Generic Nameが同一の絵具であっても、同一の顔料が採用されているとは限らないが、総じて物性的には同様であると言える。また、特定の絵具メーカーが、特定のColour Index Generic Nameを有する顔料を数多く製品化することはほとんどない。複数の顔料の併用によって成立している製品を使用している場合に、使用している顔料を個別に製品化した物を見つけ出し、より広範囲の色調を効率的に表すことが可能になる場合もある。ただし、全てのメーカーが複数の顔料の併用によって成立している製品に使用されている顔料が全て単一顔料として絵具に使用されている訳ではない。
近年では、メーカーが製品に使用されている顔料のColour Index Generic Nameを公開されるようになってきたものの、特に日本のメーカーの場合は依然として複数の顔料を使用した製品が多く、基本的な知識をもたない消費者が効率的に効果的な絵具を選択出来る状況に無い。

## 絵具の自作
一般的なチューブ入り油絵具は、19世紀になってから開発された。それ以前は、画家の弟子などが顔料と乾性油などを混練して絵具を作っていた。油絵具に先行するテンペラ絵具が全盛だった頃には、事前に用意した水練りした顔料とバインダーから絵具を混練するという工夫が採られたことが知られる。
一般の人で絵具を作る人は少ないが、絵具メーカーは顔料メーカーが製造する顔料を小分けにして販売する一方で、絵具の手練りの仕方に関する冊子を作ったり講習会を開催するといった活動によって知識の普及に努めているので、専門的な知識を参照して絵具を自作することも出来る。
顔料と展色材を練り上げれば絵具になる。大規模な画材店などで市販されているアルミチューブ（尻を折っていない状態）に詰めチューブの尻を折れば、チューブ入りの手練り絵具を作ることもできる。ただし、手練りの絵具と市販の機械練りの絵具は、練成工程（練肉）や絵具の組成の違い、品質管理の仕組み、利潤の確保の有無など、異なる点が多く、性質は異なる。西欧では現在でも、絵具の自作を作家が自ら行う場合が多い。

## 油絵具の製造・供給を行っている企業

### 日本国内
- ターナー色彩
- ホルベイン工業
- クサカベ
- 松田油絵具[11]
- 春蔵絵具[12]